# (6066) Hendricks
Pour les articles homonymes, voir Hendricks.
(6066) Hendricks est un astéroïde de la ceinture principale.

## Description
(6066) Hendricks est un astéroïde de la ceinture principale. Il fut découvert le 26 septembre 1987 à la station Anderson Mesa par Edward L. G. Bowell. Il présente une orbite caractérisée par un demi-grand axe de 2,37 UA, une excentricité de 0,28 et une inclinaison de 6,2° par rapport à l'écliptique.

## Compléments